# Пещера Притон
Пещера Притон, или Малая Коелгская, Иткульская — карстовая пещера в известняках на территории Красносельского сельского поселения Увельского района к западу от посёлка Сухарыш. На данный момент основная часть пещеры завалена.  

## История
П. И. Рычков — первым из исследователей описывает пещеру в долине реки Увельки, называя её Малая Коелгская и указывает на использование её старообрядцами-раскольниками в качестве подземных убежищ.

В 1770 году, во время своей экспедиции пещеру описывает П. С. Паллас (описание произвёл студент Соколов по его заданию):
Обращаюсь теперь к другой пещере Иткульскою называемой по тому, что она лежит по дороге в Иткульскую крепость от Коельска восемь вёрст к северо-востоку над самою проезжею дорогою склоняясь от полудня к полуночи. Вход в пещеру находится в яме семь аршин глубины имеющей и вправо от дороги толь близко, что зимою едучи саньми опасно, чтоб иногда не попасть в оную, а осемь сажен отсель другая яма, при которой пещера кончится; кажется, будто состоит она из соединённых низких сводов от поверхности земли не глубже трёх сажен; дно или пол оныя повсюду ровен, сух, покрыт землёю и нет упавших камней, но вышина очень мала, так что в некоторых местах насилу прямо стоять можно, вход не пространне полутора аршина, и прошед один аршин начинается первое разтворение, несколько вниз опускающееся, две сажени обширное, полтретьи сажени длинное, и толь высокое, что в оном безнужно и способно на ногах стоять можно; из онаго проведен на правой стороне прямо в верх круглый канал, оканчивающийся изрядною маленькою пещерою; от первого сея ямы пространства пошли к северу два узкие и низкие ходы, кои по прошествии разтояния одной сажени соединяясь опять соделывают другую круглую палату аршин десять пространную, но токмо два аршина вышиною, и неравной потолок имеющую; на левой сего отделения сторон видны две побочныя пещеры, из коих одна подобна кухонной печи с довольным очагом, а другая до двух сажен продолжаясь кончится изрядно выделанною комнатою. Потом посредством узкаго прохода проходят в третью пещеру, которая сажени две длиною, но гораздо ниже обоих прежних, то есть ниже полутора аршина вышиною, к западу от ея имеется яма, а к востоку низкой пространной поход. Сажени два подалее встречается четвертая пещера не выше третей, но из всех наименьшая: из оной продолжается аршина два пространной глухой ход, который в камни сажени через четыре назад покривился и не имеет выходу; а влево есть узко изходящая яма; о последнего из сих отверстий своды пещерные мало помалу становятся ниже, так что едва ползти под ими можно; и всё сие подземное здание оканчивается двумя ямами, из которых одна приходит в упомянутую налево от дороги открытую яму, где можно увидеть свет; род камней сея пещеры тот же, что и в прежних.
В 1926 г., во время экспедиции сотрудников Челябинского музея под руководством директора музея И. Г. Горохова, даётся подробное описание пещеры:
Вход в пещеру по левую сторону от дороги завален обломками камней, а в правой нам удалось побывать. Вход здесь начинается с запада. Приходится спускаться в довольно глубокую яму, в нише которой начинается вход; вход низкий (не больше ½ метра в высоту) и широкий, за входом идет длинный коридор, по которому приходится идти полусогнувшись; пройдя его мы попали в небольшой грот высотой до 1,6 метра, шириной (с востока на запад) — 3,7 метра, длиной (с севера на юг) 6 метров. 
В пещере Гороховым были обнаружены молельные принадлежности и алтарь, что свидетельствовало о её религиозном использовании:
В восточной стороне грота у стены находится небольшой «престол» (как мы его назвали), сложенный из нескольких камней; на «престоле» помещается стеклянная лампада с железной крышкой, посреди которой имеется фитиль; лампада помещена на невысокой (10 сантиметров) деревянной подставке; за лампадой — латунный 8-конечный «животворящий» крест (длиной 20 сантиметров); налево от креста — поминальник; на корочке последнего имеется надпись чернилами «книга Зырянова», ниже надпись карандашом «Григория Матвеева». Под поминальником лежит 7 листов из молитвенника (славянской печати, печатного) с молитвами. «Псалом 50-й», «Символ веры», «Молитва об уединяющихся» и прочее.
В пещеры были обнаружены деревянные элементы, которые являлись крестом с могилы похороненного ребенка, который погиб здесь и был похоронен матерью. Рассказал об этом отшельник, которого они там и встретили:
По выходе из пещеры мы встретили у входа в нее «отшельника», который с испугом расспрашивал нашего возницу и проводника о нас, что мы за люди и зачем приехали. Мы успокоили его, сказали, [что] ничего у него не взяли и объяснили цель нашей поездки.

## Палеонтологические находки
В ходе исследования обнаружены целые кости разных животных: грызунов, лисиц, барсуков, птиц, рыб, так как пещера в разные периоды времени являлась логовом хищников. Найдены кости волка и бурого медведя. В связи с близостью к населённым пунктам отмечены кости домашних животных: лошадей, КРС, МРС, овц, коз, свиней, собак и кошек. Притон — одна из пяти пещер Увельского района, где обнаружены кости человека.